# Товаророзпорядчий документ
Товаророзпоря́дчий докуме́нт — документ, який підтверджує право власності його держателя на речі, які зазначені в цьому документі, та надає йому право розпоряджатися цими речами шляхом розпорядження самим документом.

## Загальне поняття

### Видача товаророзпорядчого документу
Товаророзпорядчий документ видається особою, яка прийняла на зберігання (зберігач) чи на перевезення (перевізник) певні речі. Зберігач (перевізник) зобов'язується видати (повернути) речі по пред'явленню товаророзпорядчого документу.
За загальним правилом держатель товаророзпорядчого документу може передати всі свої права на речі, зданні на зберігання чи перевезення, шляхом передачі самого товаророзпорядчого документу.

### Товаророзпорядчі документи та цінні папери
В літературі та в деяких країнах товаророзпорядчі документи визнаються цінними паперами. Проте, в Україні товаророзпорядчий документ буде вважатись цінним папером винятково в тому випадку, якщо він визнаний таким згідно чинного законодавства. У випадку визнання документу цінним папером, його випуск, обіг та погашення регулюються Національною комісією з цінних паперів та фондового ринку.
У випадку визнання товаророзпорядчого документу цінним папером, такий цінний папір є неемісійним.

### Відступлення прав за товаророзпорядчим документом
Обіг товаророзпорядчих документів схожий на обіг цінних паперів, тобто права за товаророзпорядчими документами можуть відступатись шляхом:
- цесії,
- індосаменту,
- засобами електронного обігу, у випадку переведення товаророзпорядчого документу в електронну форму,
- вручення.

Спосіб обігу конкретного виду товаророзпорядчого документу встановлюється законодавством щодо цього товаророзпорядчого документу.

## Види товаророзпорядчих документів
Існують такі види товаророзпорядчих документів:
- коносамент[1],
- просте складське свідоцтво[2],
- подвійне складське свідоцтво[3].
- Аграрна розписка[4]

## Виноски
1. ↑  Стаття 135 Кодексу торговельного мореплавства України.
2. ↑  Стаття 965 Цивільного кодексу України
3. ↑  Стаття 962 Цивільного кодексу України
4. ↑  Закон України «Про аграрні розписки» Закон від 06.11.2012 № 5479-VI